# Dommartin-le-Coq

Dommartin-le-Coq este o comună în departamentul Aube din nord-estul Franței. În 1 ianuarie 2022 avea o populație de 53 de locuitori.